# 巴拿馬黑角鮟鱇
巴拿馬黑角鮟鱇（学名：Melanocetus polyactis），又稱羅斯海黑犀魚，為輻鰭魚綱鮟鱇目棘茄魚亞目黑角鮟鱇科的其中一種，為深海魚類，分布於東太平洋的巴拿馬灣海域，棲息深度1000-2200公尺，雄魚體長可達2公分，雌魚體長可達8.2公分，生活習性不明，無任何經濟價值。

## 扩展阅读
維基物種上的相關：巴拿馬黑角鮟鱇